# Intervention AUV
Intervention AUV ou I-AUV désignent un type de robot sous marin autonome et véhicule autonome sous-marin (AUV) capable d’effectuer des opérations sans pilote, voire autonome sur des installations sous-marines, tâches autrefois confiées à des véhicules téléguidés (ROV) ou à des plongeurs.

## Avant les I-AUV
La maintenance basique ainsi que les réparations étaient traditionnellement effectuées par des plongeurs équipés d’équipements de plongées spécialisés résistants à la pression. Ces opérations étaient lourdes, très dépendantes de la météo et exposaient les plongeurs à des risques importants. Du fait de la progressive surexploitation des champs pétroliers de faible profondeur, les nouveaux puits de forage sont creusés à des hauteurs d’eau plus importantes (> 500 m de profondeur). Cela a rendu le travail des plongeurs de moins en moins possible du fait de l’encombrement croissant des équipements de plongée profonde et du risque associé à ces plongées. Au début des années 1980 ces travaux sont graduellement confiés à des ROV qui atteignent alors le statut d’outils fiables.
Les deux méthodes d’intervention requièrent l’utilisation d’un navire de support pour déployer et contrôler le ROV ou de base pour déployer les plongeurs. Le coût de maintenance ou de location de tels navires pour effectuer une opération est très élevé (quelques centaines ou milliers de dollars par jour d’opération) et contribuent de façon significative aux dépenses opérationnelles liées à l’exploitation d’un champ pétrolier sous-marin.

## Début du concept
Lorsque les AUV ont eu la maturité suffisante permettant l’exploitation commerciale de ces engins, les industries de l’hydrographie, de la pêche et de l’exploration pétrolière les ont adoptés rapidement et les adaptent à certaines taches telles que la cartographie des fonds marins ou des mesures dans la colonne d'eau. Cependant, la plupart des applications mettent en œuvre des AUV d’observation et de collecte de données.
Les progrès de l’informatique et des technologies, le développement des systèmes de navigation sous-marine (tels que l’Ultra-short baseline (en) ou le sonar), des modems acoustiques et des caméras et de la photographie subaquatique ont rendu possible la conception de véhicules pouvant être contrôlés avec suffisamment de précision pour exécuter des interventions demandant précision et contrôle ainsi qu’une capacité à raisonner et s’adapter à son environnement. De telles missions peuvent inclure la manipulation de vannes sur une tête de puits ou, à un niveau plus avancé, prélever des échantillons biologiques sur le fond marin pour des études scientifiques. La recherche étendra probablement la liste des opérations pouvant être effectuées par des I-AUV.

## Exemples
- 2011 RAUVI projet des universités Universitat Jaume I, Universitat de Girona et Universitat de les Illes Balears.
- 2008 Nessie III par Ocean Systems Lab et l'Université Heriot-Watt
- 1996 OTTER I-AUV par le Stanford Aerospace Robotics Lab
- 2003 ALIVe AUV par Cybernetix et Ocean Systems Lab, Université Heriot-Watt
- SAUVIM par l'université de Hawaii